# Лутценбергер, Жозе
Жозе Антониу Крефф Лутценбергер (Люценбергер, порт. José Antônio Kroeff Lutzenberger; 17 декабря 1926 — 14 мая 2002) — бразильский агроном и защитник окружающей среды. В 1988 году ему была присуждена премия «За правильный образ жизни» за «вклад в защиту окружающей среды в Бразилии и во всем мире».

## Биография
Он родился в немецко-бразильской семье в Порту-Алегри, столице самого южного штата Риу-Гранди-ду-Сул, и был единственным сыном архитектора Йозефа Франца Лютценбергера, который переехал в Бразилию по приглашению инженерной фирмы Weiss, Mennig &amp; Cia., и Эммы Крофф, чей отец был успешным скотоводом. В школе у него появился интерес к химии и физике. В 1950 году он окончил факультет агрономии Федерального университета Риу-Гранди-ду-Сул.
Устроившись в химическую промышленность, он занимался удобрениями и более 15 лет проработал в Германии, Венесуэле и Марокко в немецком химическом концерне BASF. К концу 1960-х годов он начал разочаровываться в пагубной для окружающей среды сельскохозяйственной политике, особенно после прочтения книги Рэйчел Карсон «Безмолвная весна», и в 1970 году он оставил свою прибыльную работу (впредь он зарабатывал ландшафтным дизайном), чтобы посвятить себя делу защиты окружающей среды.
В 1971 году вместе с группой сторонников из Порту-Алегри Луценбергер основал одну из первых экологических ассоциаций в Бразилии Associação Gaucha de Proteção ao Ambiente Natural (Agapan). Он прославился тем, что защищал окружающую среду вместе с Магдой Реннер, Хильдой Врассе Циммерман, Жизелдой Кастру и другими во времена военного режима в Бразилии. Во многом благодаря их деятельности движение быстро получило общественную поддержку и добилось таких достижений, как создание биологического заповедника Лами, государственных парков Дельта-ду-Жакуи и Итапуа.
Ведущая роль Лутценбергера в экологическом движении Бразилии была укреплена выходом в 1976 году его сочинения Manifesto Ecológico Brasileiro: O Fim do Futuro?. Он опубликовал множество других текстов и читал лекции по всему миру, повышая осведомленность аудитории и в то же время вызывая ярость некоторых слоёв общества, за что его называли одновременно гениальным первопроходцем и фанатичным безумцем.
В 1987 году Лутценбергер покинул Agapan и основал фонд под названием Gaia (Fundação Gaia), который занимался глобальными проблемами и продвижением устойчивого образа жизни, а год спустя он получил премию Right Livelihood Award в знак признания его заслуг. Помимо фонда, которым руководил до смерти, он продолжал участвовать в многочисленных других местных и региональных проектах, а также управлял компанией по переработке промышленных отходов.

## Работа министром и память
В 1990 году он был назначен министром окружающей среды в федеральном правительстве Фернанду Колора ди Мелу. Его пребывание на этом посту было недолгим и весьма спорным, но ему удалось завершить важные проекты, такие как разграничение земель яномами в Рорайме. Он также поспособствовал принятию законодательстве об атлантических лесах, отказу страны от разработки проекта атомной бомбы, подписанию Бразилией Договора об Антарктике и Конвенции о биологическом разнообразии, а также подготовке Конференции ООН по окружающей среде и развитию Рио-92.
Вместе с тем, его взгляды, близкие к доктрине «нулевого роста», и препложения запретить использование ртути в горнодобывающей промышленности, добычу полезных ископаемых на землях коренных народов, строительства гидроэлектростанций в Амазонии, сжигание и вырубку лесов считались чересчур радикальными. Он сталкивался с могущественными аграрными лоббистами и вообще слыл эксцентричным и неуживчивым человеком, а для видных деятелей Высшего военного колледжа вообще был коммунистом (несмотря на его довольно консервативные политические взгляды и неприятие социализма), которого они обвиняли в международном заговоре с целью захвата Амазонии другими странами.
Его резкий стиль критики, не щадивший никого, включая само правительство, доставлял ему неприятности. После разоблачения им на встрече в бразильской штаб-квартире ООН 18 марта 1992 года коррупции в правительственном агентстве Ibama, ответственном за экологическую политику (он охарактеризовал его как «филиал лесорубов» и посоветовал международным экологическим НПО приостановить свои финансовые взносы в Бразилию, поскольку они наверняка будут расхищены), он был уволен. Причиной для его отставки стал рейд, который он планировал провести в лесном секторе, в котором должны были участвовать Бразильская ассоциация адвокатов, Генеральная прокуратура и несколько неправительственных организаций.
«Он был первым бразильским активистом-экологом, получившим международную известность, и тот факт, что он был избран министром окружающей среды в первом демократически избранном правительстве Бразилии за 30 лет, является лишь одним из показателей его огромного вклада в эту область», — отмечал в его некрологе Стефан Шварцман, старший научный сотрудник Фонда защиты окружающей среды (Environmental Defense).
Как и миллионы других людей на юге Бразилии, семья Крефф-Лютценбергер была двуязычной: они говорили как на португальском, национальном и официальном языке страны, так и на немецком, распространённом в штате Риу-Гранди-ду-Сул. Лутценбергер также достиг высокого уровня владения английским, испанским и французским языками.
Лутценбергер умер в 2002 году в возрасте 75 лет. Его похоронили так, как он пожелал — голым, без гроба, рядом с деревом на восстановленной им ферме Ринкао Гайя в Пантано-Гранди (Риу-Гранди-ду-Сул). Государственный парк Гуарита в Торрисе (Риу-Гранди-ду-Сул) был переименован в его честь в Государственный парк имени Жозе Лутценбергера в январе 2003 года.